# Oliveto Lucano
Oliveto Lucano ist eine italienische Gemeinde in der Provinz Matera (Region Basilikata) mit einer Einwohnerzahl von 345 (Stand: 31. Dezember 2023) und einer Fläche von 31,4 km².

## Geografie
Oliveto Lucano grenzt an die folgenden Gemeinden: Accettura, Calciano, Garaguso, San Mauro Forte.

## Demografie
Oliveto Lucano zählt ca. 262 Haushalte. Der Einwohneranteil sank im Zeitraum von 1991 bis 2001 um 23,0 % gemäß den Statistiken der zehnjährigen Volkszählungen von ISTAT.
| Jahr | Einwohnerzahl |
| ---- | ------------- |
| 1991 | 762           |
| 2001 | 587           |